# Афатово
Афатово — деревня в Рамешковском районе Тверской области.

## География
Находится в восточной части Тверской области на расстоянии приблизительно 27 км на восток-юго-восток по прямой от районного центра поселка Рамешки.

## История
В 1859 году в русском владельческом сельце Афатово 28 дворов, в 1887 — 51. В советское время работали колхозы «Волна пролетарской революции» и «Ильич». В 2001 году в деревне 6 домов местных жителей и 18 домов — собственность наследников и дачников. До 2021 входила в сельское поселение Ильгощи Рамешковского района до их упразднения.

## Население
Численность населения: 20 человек (1859 год), 51 (1887), 30 (1989), 13 (русские 69 %, грузины 31 %) в 2002 году, 5 в 2010.